# Archaebalaenoptera castriarquati
Archaebalaenoptera castriarquati je nově objevený druh vymřelého kytovce z čeledi plejtvákovitých. Žil ve spodním pliocénu. Byl objeven v severní Itálii blízko městečka Castell'Arquato. Fylogenetické analýzy ukazují, že jde o druh, který stojí zcela na bázi čeledi plejtvákovitých, je tedy sesterským taxonem ostatních kytovců z této čeledi.